# جامعه‌شناسی سلامت و بیماری
جامعه‌شناسی سلامت و بیماری یا «جامعه‌شناسی صحت و سلامتی» (یا صرفاً «جامعه‌شناسی سلامت») تعامل میان جامعه و سلامت را بررسی می‌کند. هدف این موضوع این است تا دریابد که زندگی اجتماعی چه تأثیری بر میزان بیماری و مرگ و میر دارد و برعکس. این جنبه از جامعه‌شناسی، از جامعه‌شناسی پزشکی در این است که شاخه سلامت و بیماری را در ارتباط با نهادهای اجتماعی چون خانواده، استخدام و مدرسه مطالعه نموده و به صورت گسترده با «جامعه‌شناسی بدن» در ارتباط می‌باشد. در قبال آن، جامعه‌شناسی پزشکی مشخصاً بر رابطه میان بیمار و پزشک و همچنین نقش متخصصین سلامت در جامعه متمرکز می‌باشد. جامعه‌شناسی سلامت و بیماری همچنین به موضوعات پاتولوژی جامعه‌شناختی (علت‌های امراض و بیماری)، علت جستجوی نوعی مشخص کمک صحی و رعایت یا عدم رعایت رژیم صحی توسط بیمار می‌پردازد.
سلامت یا فقدان سلامت زمانی تنها به شرایط زیست‌شناختی یا طبیعی نسبت داده می‌شد. جامعه شناسان نشان داده‌اند که شیوع بیماری‌ها به شدت تحت تأثیر وضعیت اجتماعی و اقتصادی افراد، سنت‌ها یا باورهای قومی و سایر عوامل فرهنگی قرار دارد. از آن‌جا که تحقیقات پزشکی می‌تواند در رابطه به یک بیماری آمار جمع‌آوری نماید، نگرشی جامعه‌شناختی در رابطه به یک بیماری به ما این بینش را می‌دهد تا دریابیم که چه عوامل خارجی باعث شده تا جمعیتی که در معرض بیماری بوده‌اند، دچار آن بیماری شوند.
این موضوع نیازمند یک رویکرد جهانی تحلیل است زیرا تأثیرات عوامل مرتبط به اجتماع در نقاط مختلف دنیا متفاوت اند. این مسئله را می‌توان با بحث روی بیماری‌های عمده در هر قاره بیشتر توضیح داد. این بیماری‌ها بر اساس طب سنتی، اقتصاد، دین و فرهنگ مشخص در هر منطقه از لحاظ جامعه‌شناختی بررسی گردیده و مقایسه می‌گردند. HIV/AIDS به عنوان یک مبنای مشترک برای مقایسه مناطق مختلف استفاده می‌گردد. هرچند ایدز در برخی ساحات شدیداً مشکل ساز بوده، اما در برخی ساحات یک درصد اندک جمعیت را متأثر نموده‌است. عوامل جامعه‌شناختی می‌توانند علت این اختلاف را تشریح نمایند.
تفاوت‌های مشهودی در روال‌های سلامت و بیماری میان جوامع مختلف، با گذشت زمان و انواع به خصوص جوامع، وجود دارد. از نظر تاریخی میزان مرگ و میر در جوامع صنعتی در دراز مدت افول داشته و امید برای زندگی نیز به‌طور میانگین در جوامع توسعه یافته به مراتب نسبت به جوامع توسعه نیافته و در حال توسعه بالاتر می‌باشد. روال‌های تغییر جهانی در نظام‌های سلامتی باعث شده‌است تا پژوهش روی جامعه‌شناسی سلامت، بیماری و درک آن به یک امر ناگزیر مبدل شود. تغییرات پیوسته در اقتصاد، درمان فناوری و بیمه می‌تواند روی این‌که هر کدام از جوامع چگونه دیدی نسبت به مراقبت‌های سلامتی موجود داشته و چگونه به آن واکنش نشان می‌دهند، تأثیر بگذارد. این نوسانات سریع باعث می‌شود تا مسئله سلامت و بیماری در زندگی اجتماعی به‌طور بسیار پویا تعریف گردد. افزایش معلومات بسیار حیاتی است، زیرا به هر اندازه که روال‌ها تکامل می‌یابند به همان اندازه مطالعه جامعه‌شناسی سلامت و بیماری نیز باید بَروز گردد.

## پس‌زمینه تاریخی

نقاشی دیواری که در مقبره یک کارمند مصری یافت شده‌است، با عنوان «مقبره پزشکان» شناخته می‌شود.

انسان‌ها از دیر زمان بدین سو همواره به دنبال توصیه‌های کسانی بودند که دانش و مهارت شفابخشی را داشتند. دیرین‌آسیب‌شناسی و سایر اسناد تاریخی امکان بررسی این را می‌دهند تا معلوم شود که جوامع باستانی چگونه یک بیماری یا همه‌گیری محدود را مدیریت می‌نمودند. پادشاهان مصر باستان از پزشکانی که در یک بیماری مشخص تخصص داشتند حمایت می‌نمودند. ایمهوتپ نخستین طبیبی بود که ما در تاریخ او را با نامش می‌شناسیم. وی مصری بود که در حدود ۲۶۵۰ قبل از میلاد می‌زیست و در آن زمان که مصری‌ها در طبابت در حال پیشرفت بودند جایگاه مشاور (صدر اعظم) «پادشاه زوسر» را داشت. از جمله کارهایی که وی در عرصه طبابت انجام داد، یک کتاب درسی بود که معالجه زخم‌ها، استخوان‌های شکسته و حتی تومورها در آن بود.
متوقف کردن شیوع بیماری‌های عفون، مهم‌ترین امر برای حفظ یک جامعه سالم پنداشته می‌شد. همه‌گیری یک بیماری در جریان جنگ پلوپونز توسط توسیدید، کسی که از این همه‌گیری جان سالم به در برد، ثبت شده‌است. نوشته‌های او نشان می‌دهد که عوامل خارج از خود مریضی چگونه می‌تواند جامعه را تحت تأثیر قرار دهد. مردمان آتن در محاصره قرار داشتند و در داخل شهر تجمع نموده بودند. مراکز بزرگ شهر بیشترین تلفات را داشتند. این امر همه‌گیری را مرگ‌بار تر نمود و با کمبود احتمالی غذا سرنوشت آتن دیگر اجتناب ناپذیر شده بود. در حدود ۲۵ درصد جمعیت از اثر بیماری جان دادند. توسیدید بیان داشت که همه‌گیری «همه را یک‌سان با خود برد». این بیماری به همگی بدون در نظر گرفتن اختلافات سنی، جنسی و ملیت حمله نمود.

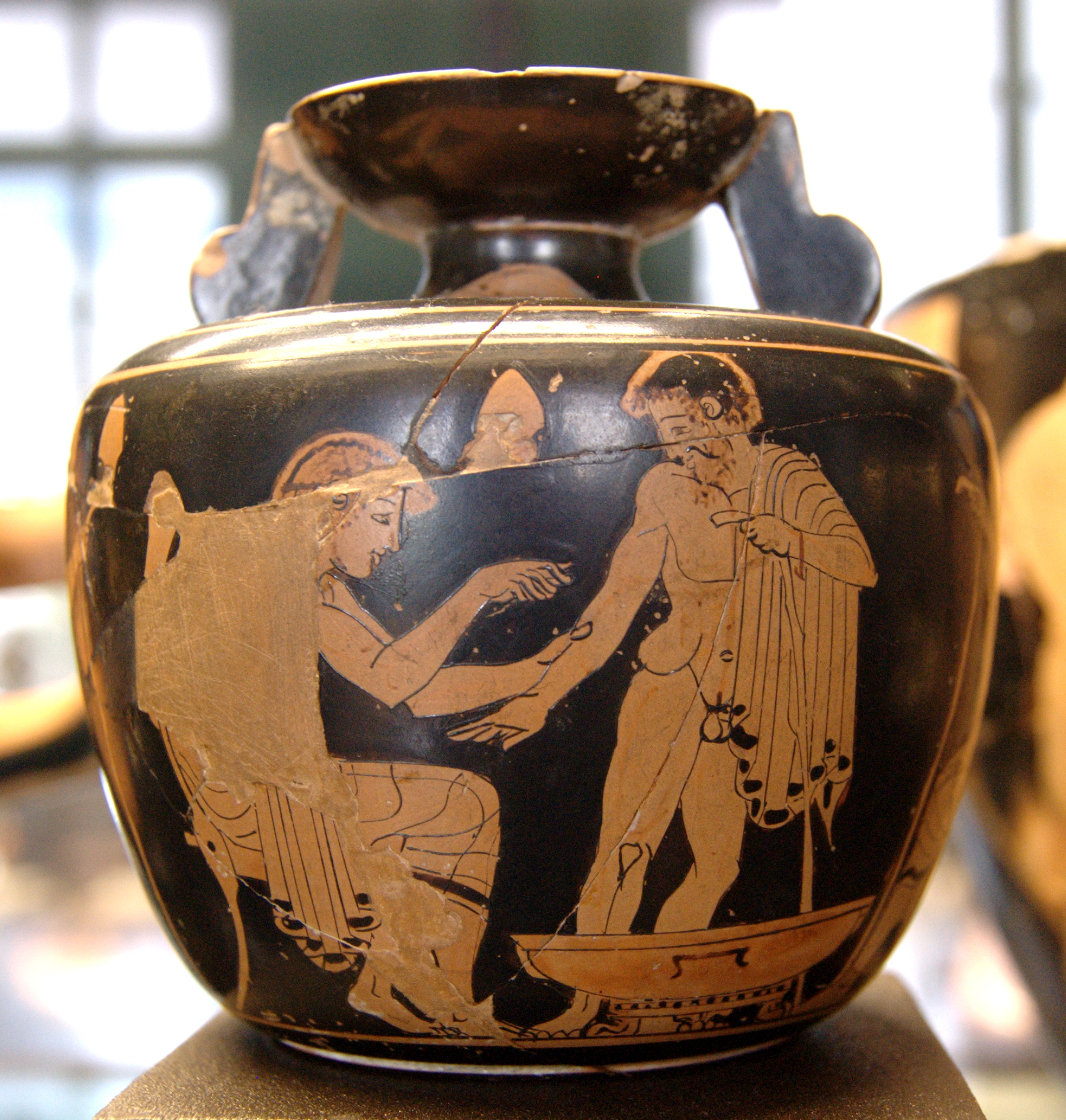
پزشکی در یونان باستان، در حال درمان یک بیمار، بین سال‌های ۴۸۰–۴۷۰ قبل از میلاد مسیح

نظام‌های پزشکی در عصر باستان، بر اهمیت کاهش بیماری از طریق طالع‌بینی و مناسک مذهبی تأکید می‌نمودند. سایر قواعد رفتاری و پروتکل‌های رژیم غذایی در جهان باستان به‌طور گسترده رایج بود. در دوران سلطنت دودمان ژو، پزشکان برای حفظ سلامتی یک فرد به وی ورزش، مراقبه و خودداری از مصرف الکل را توصیه می‌نمودند. مردمان چین سلامت روحی و جسمی را بسیار به هم نزدیک می‌پنداشتند. رژیم‌های سلامتی در هند باستان متمرکز بر این بود که سلامت دهانی بهترین روش برای داشتن یک زندگی سالم است. قانون تلمودی همچنین قواعدی برای سلامت تعیین نمود که روی منزه بودن معنویت تأکید داشته و بیماری را با بعضی حیوانات مشخص مرتبط می‌دانست و رژیم‌های غذایی ایجاد می‌نمود. مثال‌های دیگر شامل این موارد اند: «کد موزائیک» و حمام‌های رومی و قنات رومی.
آن‌هایی که در عصر باستان به سلامت، بهداشت و بیماری بیشترین توجه را داشتند، افراد طبقه نخبهٔ جامعه بودند. تصور بر این بود که سلامت خوب ریسک ناپاکی معنوی را کاهش داده، لذا به منزلت اجتماعی طبقه حاکم که خود را پیشوایان تمدن تصور می‌کردند می‌افزاید. در اواخر دوره رومی‌ها، بهداشت طبقه پایین‌تر از نگرانی‌های اساسی طبقه مرفه بود. آن‌هایی که توان داشتند به نهادهای خیریه‌ای که متمرکز بر سلامت طبقه غیر نخبه بود کمک می‌کردند. بعد از فروپاشی امپراطوری روم، طبیبان و نگرانی پیرامون سلامت عامه کاملاً ناپدید گردید، بجز در شهرهای بزرگ. طبیبان و سلامت عمومی در امپراطوری بیزانس هنوز هم پابرجا بود. تمرکز بر جلوگیری از شیوع بیماری‌هایی چون آبله منتج به میزان پایین مرگ و میر در بیشتر نقاط جهان غرب شد. سایر عواملی که باعث رشد جمعیت در دنیای مدرن شده‌است عبارتند از: تغذیه بهتر و اصلاحات زیست‌محیطی (مانند دسترسی به آب آشامیدنی پاک).
درک امروزی از سلامت به عنوان یک نگرانی عمومی دولت، از قرون وسطی آغاز گردید. بعضی مداخلات دولت عبارت از این موارد اند: پاک نگه داشتن شهرها، قرنطینه کردن در جریان همه‌گیری‌ها و نظارت بر سیستم‌های فاضلاب. شرکت‌های خصوصی نیز نقشی در سلامت عمومی ایفا نمودند. تأمین مالی پروژه و فراهم نمودن نهادهایی برای انجام کار توسط دولت و بنگاه‌های خصوصی صورت گرفت. اپیدمی معمولاً علت اصلی دخالت دولت بود. هدف اولیه سلامت عمومی، ارتجاعی بود، در حالی که هدف مدرن سلامت عمومی، جلوگیری از امراض قبل از مبدل شدن به یک مشکل است. با وجود پیشرفت‌های گسترده سلامت در سطح جهان، هنوز هم خلاء صحی میان ثروتمند و فقیر کاهش نیافته‌است.